# Racisme

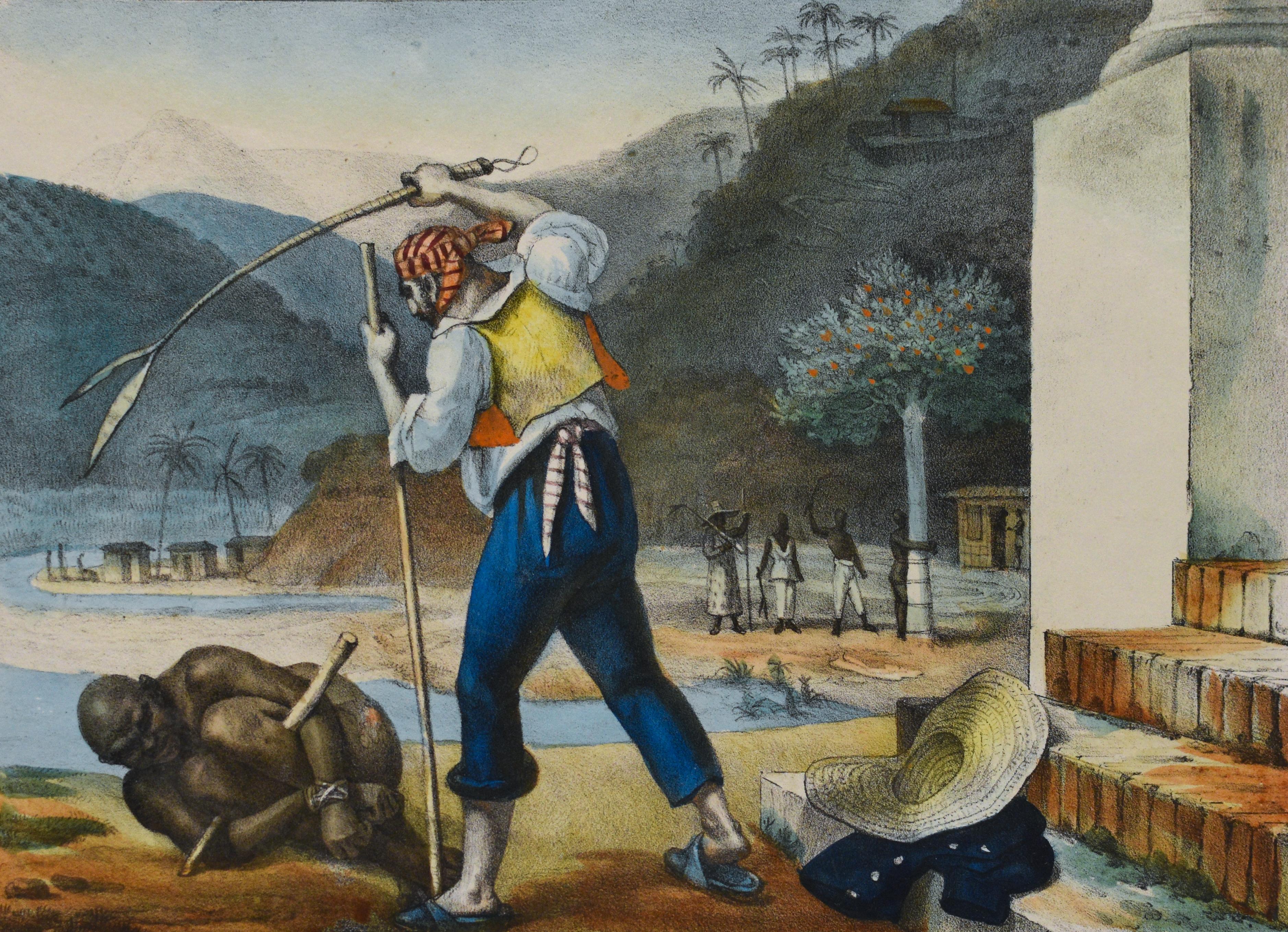
Esclavitud al Brasil, Debret

El racisme és el fet d'afirmar que la gent de diferents ètnies difereix en valor, que llurs diferències poden ser amidades o catalogades jeràrquicament, i que en resulta l'avantatge econòmic, polític i social d'un grup en relació als altres.
Històricament, el racisme ha servit per a justificar l'imperialisme, l'esclavitud i el genocidi de pobles sencers. El racisme sol estar relacionat amb l'etnocentrisme i el xovinisme cultural. La creença que el caràcter i les habilitats dels individus estan correlacionades amb la seva raça no és necessàriament racisme, atès que aquesta diferència pot afirmar-se sense implicar una falta d'equitat de valor. Però l'aplicació d'aquesta creença al bregar amb membres d'aquesta raça, especialment sense prendre en compte les variacions dintre de les "races", és conegut com a prejudici racial. El racisme és generalment un terme aplicat a les accions d'un grup dominant en una societat sobre els altres. Els grups més febles tenen menys probabilitats de manifestar racisme públicament en contra d'un grup més poderós per raons pràctiques. Atorgar o retenir drets o privilegis basant-se en la raça o refusar associar-se amb persones per la seva raça es coneix com a discriminació racial.
El mateix terme 'racisme' és confús. Les primeres classificacions de raça, com va fer Linnaeus en el seu moment, sostenien que havia quatre races: la blanca (europea); la negra (africana); la vermella (americana) i la groga (asiàtica). Amb posterioritat alguns antropòlegs van proposar altres classificacions, basades en combinacions de les seves característiques. Així, segons el proponent, es van arribar a trobar fins a vint-i-nou races. Altres autors més actuals, formen solament tres grans grups humans: caucasoides, mongoloides i negroides, que es descompondrien, al seu torn, en múltiples races i sub-races. Ara comença a acceptar-se més el criteri ètnic i no pas el racial per a classificar a l'home i el seu comportament social. En els escrits del mateix Charles Darwin (editats a Londres en 1838) contenen apreciacions que avui es consideren 'racistes', com aquesta descripció dels indis 'fueguinos' (yámanas): "Les criatures més abjectes i miserables que mai hagués vist" (...) "empastifaven de blanc els seus rostres repel·lents, la seva pell era bruta i greixosa, els seus cabells un embull, les seves veus eren dissonants, el seu idioma inarticulat, els seus gestos violents, mancats de dignitat" (...) "el seu instint mereix ser comparat amb el de l'animal".
Els reconeixia, això sí, algunes qualitats: "... eren hàbils per a la caça i la pesca" i tenien una "notable capacitat per a imitar els gestos dels anglesos i repetir les seves frases". Com diu un estudiós en el tema: "Però imitar no és aprendre, i remet a l'instint animal, més que a l'humà".
Així, amb aportacions d'aquest tipus, va forjar-se el racisme modern, amb pretensions "científiques". Ja deixaven de ser prejudicis, passant a la categoria de 'irrefutables proves científiques'. Darwin condemnava als indis a una sort de "subespècie" destinada, segons el seu parer, probablement a desaparèixer. Efectivament, els indis que Darwin havia estudiat es van extingir, però no per les suposades debilitats biològiques dels autòctons, sinó a conseqüència de l'acció dels conquistadors en aquelles terres.
Una curiosa, per no dir divertida tesi, va ser oferta per Jeff Hanks, un missioner d'una comunitat de l'església Mormona dels Estats Units. "Jo no sóc racista, però la nostra doctrina considera que els negres són éssers que tenen aquest color de pell a causa de la seva imperfecció. Quan es vagin purificant aniran tornant-se blancs. De la mateixa manera, els blancs que no són bons es reencarnen amb la pell fosca, fins i tot completament negra." 
La UNESCO va donar clara doctrina: "Els grups nacionals, religiosos, geogràfics, lingüístics i culturals no coincideixen necessàriament amb els grups racials i els aspectes culturals d'aquests grups no tenen cap relació demostrable amb els caràcters propis de la raça". Es defineix llavors la identitat ètnica com una versió no biològica de la identitat racial: es tracta, en el cas dels individus, d'una actitud personal positiva d'integració amb un grup amb el qual es comparteixen característiques socioculturals i lingüístiques. Els estudis biològics han destruït totes les concepcions "científiques" del racisme. Malauradament, encara queden molts exponents d'aquestes teories "científiques" que es neguen a veure la realitat.
A la major part del món han quedat marginades les idees simplistes sobre "races humanes pures", el determinisme genètic dels caràcters racials, les jerarquies racials, i la idea que el mestissatge produïx degradació física i moral. En l'actualitat, les argumentacions per a justificar les pràctiques agressives posen l'accent en les diferències culturals. Sota aquesta premissa es persegueix a grups dels quals, les formes de vida, tradicions i costums es consideren distintes, més primitives o inferiors que les del país receptor d'immigrants, o del grup dominant en la societat. Les actituds segregacionistes i xenòfobes acaben, a la pràctica, per confondre el racisme pròpiament dit, amb les diferències culturals.
Algunes vegades racisme es refereix a creences, pràctiques i institucions que discriminen contra la gent sobre la base de la seva agrupació racial percebuda o afirmada. Hi ha una opinió creixent, però una mica controvertida, que el racisme és un sistema d'opressió, una xarxa de creences racistes (ja siguin aquestes explícites, tàcites o inconscients), pràctiques, organitzacions i institucions que es combinen per a discriminar i marginalitzar una classe de persones que comparteixen la mateixa designació racial, basant-se en aquesta designació. També es diu racisme a la pseudociència, com doctrina antropològica o ideologia política, que defensa l'existència de diverses races d'éssers humans i la inferioritat d'unes respecte a unes altres. En alguns països es diu que les acusacions de racisme provenen dels simpatitzants del relativisme cultural i el políticament correcte per a estigmatitzar als seus adversaris a causa de l'associació entre racisme i la violència extrema viscuda en parts del Segle XX. Des de l'últim quart del Segle XX, hi ha hagut pocs, en els països desenvolupats, que es descriuen a si mateixos com racistes, de manera que la identificació d'un grup o persona com racista és gairebé sempre controvertit. El racisme és vist per molts com un afrontament a la dignitat humana bàsica i una violació dels drets humans. Un elevat nombre d'acords internacionals han tractat d'acabar amb el racisme. Les Organització de les Nacions Unides utilitza una definició de discriminació racial assentada en la Declaració sobre l'eliminació de totes les formes de discriminació racial 
No existeix consens entre els historiadors respecte a quan va emergir el concepte de "raça". Alguns pensen que aspectes de la idea sempre han existit entre els humans, mentre que uns altres ho situen com un concepte separat a la desconfiança general en les "diferències" (en aquest cas hauria sorgit en l'Era dels descobriments o inclusivament tot just al segle xix). En tot cas, molt abans que es formés qualsevol tipus d'estigma ja es practicava la divisió de la gent en grups distintius, generalment a partir de característiques anatòmiques externes o suposat origen geogràfic, així com teories sobre com "classificar" aquestes races entre si, o quantes n'hi havia.

## El racisme en l'antiguitat
Si bé era habitual que les cultures antigues manifestessin rebuig i menyspreu cap a altres pobles i cap als estrangers, el racisme com a tal, és un concepte modern que té les seves primeres manifestacions a Europa i les colònies espanyoles a Amèrica, durant l'edat moderna.
A la Grècia clàssica estava vigent la discriminació a l'estranger però no pel seu aspecte "racial" o fenotípica. Els grans filòsofs grecs reconeixien en els egipcis (als quals descrivien com negres) a representants dignes de la civilització. A l'edat mitjana les persones negres estaven associades a la riquesa del món islàmic i nombrosos sants van ser negres, mentre que, fins a l'Edat Moderna, els cristians van perseguir els jueus per la seva religió, i no per atribuir una condició ètnica o "racial".

## "Netedat de sang" i "castes" a Espanya i les seves colònies

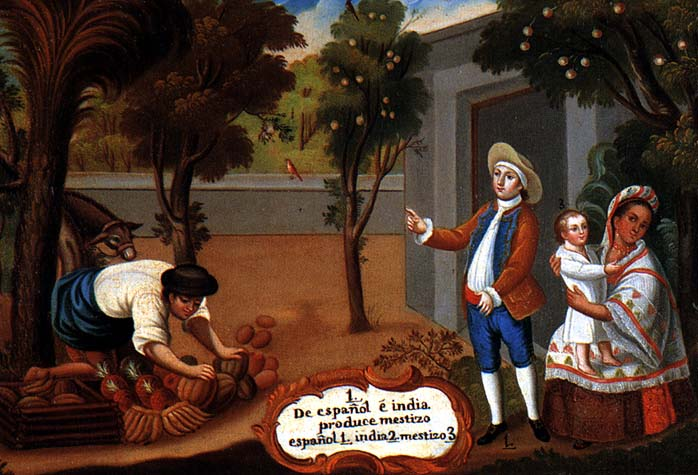
El sistema de castes basat en la doctrina de la "neteja de sang", imposat per Espanya a Amèrica, establia diferències en els rols socials que garantia la supremacia de l'aristocràcia.

La netedat de sang fou un sistema de discriminació fonamentat en arguments teològics catòlics i aristotèlics, que va aparèixer en el segle xiv en l'Espanya de l'edat moderna. Les "castes" o cruzas (mestissos, mulats, chinos, zambos, salto atrás, etc.) foren un sistema de classificació estratificada de les persones que no eren de "raça pura", creat per Espanya per a les seves colònies, a partir de la doctrina de la netedat de sang.
La netedat de sang es va utilitzar inicialment per perseguir els jueus i després per segregar als espanyols que pretenien assentar-se a Amèrica, així com els indígenes i negres i els seus descendents. Després de l'ordre d'expulsió dels jueus sefardites, molts jueus es convertiren al catolicisme per gaudir dels mateixos drets que els cristians. Va ser llavors quan van aparèixer els "estatuts de netedat de sang", que establien la "investigació" genealògica de les persones, amb pretensions de privilegi, per tal de determinar si les mateixes tenien "sang" jueva, " mora o heretge, impedint en aquests casos l'ingrés a les escoles, posicions militars, monestirs i a la Inquisició. En aquest sentit s'ha dit que per primera vegada en la història s'utilitzaven els conceptes de "raça" i "sang" com a estratègia de marginació; els investigadors discrepen sobre el fet de si existeix una connexió entre les nocions medievals de "raça" i "sang", que incloïen als cristians vells, amb el significat contemporani d'aquests termes.
La teologia que va inspirar la doctrina de la netedat de sang, es va aplicar també com a justificació de dominació dels espanyols sobre les antigues civilitzacions indígenes. Però aquesta dicotomia d'espanyols i indígenes va canviar més tard. A les colònies espanyoles a Amèrica, es va establir un sistema d'estratificació social que va establir rols i privilegis entre dos grans grups sang neta (blancs, indis i esclaus africans) i sang barrejada (Castes del mestissatge entre blancs, indis i negres). Dins els sang neta dels més privilegiats eren els espanyols sotmesos als estatuts de netedat de sang per a poder establir-se a Amèrica, es tractava en general d'una classe prèviament aristocràtica, en una situació intermèdia es trobava la noblesa indígena, fruit de les més antigues aliances, que estava en una situació similar al de l’hidalgo espanyol, i que depenia també de la seva posició econòmica, finalment els més perjudicats eren els esclaus de l'Àfrica negra. Pel que fa a les castes colonials, es tractava de les persones mestisses nascudes de les unions entre blancs, indígenes i negres, per als qui es va establir una detallada classificació denominades "castes" i una atribució de rols.
L'historiador peruà Alberto Flores Galindo, amb la seva obra Buscant un Inca: identitat i utopia als Andes, va ser un dels primers a revelar els processos racistes a Amèrica Llatina i les seves arrels en l'ordre colonial, particularment en el Perú. Flores Galindo, Alberto. Buscando a un inca: identidad y utopía en los Andes.  La Habana: Casa de las Américas, 1986. Y. H. Yerushalmi ha assenyalat que la ideologia de la netedat de sang constitueix el primer antecedent del racisme modern, utilitzant el terme de protoracisme". Per la seva banda, Cecil Roth "va comparar aquesta doctrina amb l'antisemitisme racial del règim nacionalsocialista", assimilats, per després retractar-se a causa de les diferències entre el "antisemitisme racial" espanyol descrit per Roth i el "antisemitisme nazi". Max Sebastià Hering Torres va publicar el 2006 en alemany, el llibre Rassismus in der Vormoderne. Die 'Reinheit des blutes' in Spanien der frühen Neuzeit(El racisme a la premodernitat. La netedat a de sang en l'Espanya de la primerenca edat mitjana), on analitza la persecució dels jueus a Espanya per mitjà del principi de la netedat de sang des de 1391 a 1674. "Hering conclou que el sistema de la netedat de sang pot designar com a «antijudaisme racial»: és racista perquè compleix una funció de marginació similar a la moderna, i antijueu perquè la seva fonamentació teològic-aristotèlica pertany a una tradició anterior a l'Edat Moderna". Zandra Pedraza Gómez destaca el fet que Hering no analitza "la pràctica i les representacions d'aquest ideari a les colònies espanyoles, on la netedat de sang juntament amb altres arguments antropològics es va emprar aviat per jutjar les diferències dels grups indígenes, ordenar la seva catequització, disposar de la seva mà d'obra i controlar a la creixent població mestissa i criolla", proposant la necessitat d'aprofundir l'estudi en aquest sentit, a causa del paper primordial jugat pel racisme en el sorgiment d'un sistema mundial capitalista i colonialista.
A les colònies espanyoles a Amèrica, el mestissatge va ser un procés paradoxal, prohibit i alhora massiu. Els homes espanyols solien mantenir relacions sexuals irregulars amb les índies encomanades i les esclaves africanes, a la vegada que homes i dones indígenes, afroamericans i mestissos, mantenien relacions sexuals entre si. La corona va començar llavors a classificar detalladament aquests mestissatges, "creues" o "castes": mestís, mulat, ladí, zambo, cholo, cuarterón, etc., i que eren pitjor valorats en on hi havia un predomini de persones anomenades de sang neta, blancs o indis, però es desconeixien aquests rols on els mestissos eren majoria.
El sistema de castes va pretendre imposar en les colònies d'Espanya un ordre estratificat, basat en la fragmentació ètnica de la població. A la pràctica, es va formar una societat caracteritzada per una gran separació d'una aristocràcia blanca espanyola (peninsulars i criolls), i la resta de la població que es va relacionar massivament mitjançant matrimonis mixtos, a la recerca de millorar la seva situació social. Mentre el prejudici soci-racial de l'aristocràcia espanyola va anar en augment, la resta de la població va multiplicar les relacions interètniques i tendir a desconèixer les rígides classificacions del sistema espanyol de castes, per ubicar, generalitzada en la casta dels "mestissos", on eren majoria, sense importar quina hauria estat la pertinença ètnica dels seus avantpassats. D'aquesta manera es va produir un procés d'amalgamació de la població colonial, integrada per tipus humans relativament uniformes en costums, idees i estatus social, fins a fer col·lapsar el sistema de castes colonial a raó del mateix mestissatge.

## El racisme bíblic
Al segle xix es va desenvolupar a Europa una interpretació racista del text de l'Antic Testament, a partir d'algunes elaboracions sobre el diluvi universal i els fills de Noè, sobretot de la maledicció de Canaan, presents ja en l'edat mitjana.
Segons aquesta interpretació, la Bíblia indicaria que hi ha tres races humanes, provinents dels tres fills de Noè: Sem, Cam i Jàfet. De Sem descendirien els jueus i àrabs; de Cam, els negres, i de Jàfet, els blancs. Aquesta visió bíblica de la humanitat dividida en races es complementava amb l'anomenada maledicció de Canaan, fill de Cam, al qual Noè condemnar: "maleït sigui Canaan! Que sigui per als seus germans esclau dels esclaus!" Digué encara: "Beneït sigui Jahvè, Déu de Sem, i que Canaan sigui el seu esclau! Que Déu engrandeixi Jàfet, que habiti a les tendes de Sem, i que Canaan sigui el seu esclau! (Gènesi 9,25-27) La interpretació racista de la Bíblia va sostenir que la maledicció de Canaan va ser una maledicció de Déu a la "raça negra", per la qual aquesta era condemnada a servir als blancs.
Aquesta interpretació va ser àmpliament difosa i fins i tot ensenyada als joves africans per les autoritats colonials i els missioners catòlics i protestants, a través dels llibres escolars belgues durant la primera meitat del segle xx.

## El racisme biològic pseudocientífic

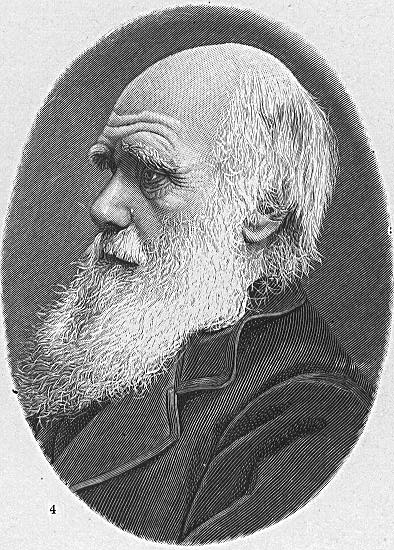
Charles Darwin

A partir del segle xix i de la mà amb la generalització del colonialisme europeu en tot el món, la cultura occidental va desenvolupar una ideologia obertament racista i àmpliament acceptada, a la qual Ernst Nolte arribar a definir com una «branca del pensament europeu», i George Mosse com "el costat fosc de la Il·lustració ".
A mitjans del segle xx, L'Encyclopedia Universalis va incloure un article anomenat "Races", escrit per De Coppet que finalitza amb la següent conclusió:
A finals del segle xix, l'Europa il·lustrada és conscient que el gènere humà es divideix en races superiors i inferiors.
El racisme europeu va recórrer a la ciència i en especial a la biologia per a justificar la superioritat dels propis europeus, o d'algunes de les seves ètnies (germàniques, anglosaxones, celtes, etc.) sobre la resta dels éssers humans, així com la necessitat de què aquests fossin governats per aquells. Aquest model de racisme pseudocientífic va ser després repetit també en alguns països extraeuropeus com Estats Units per a imposar el domini anglosaxó, Japó per colonitzar Corea, Xina i altres pobles del sud-est asiàtic, Austràlia per a impedir la immigració asiàtica, i en Amèrica Llatina amb les polítiques implementades per "reduir el factor negre", a través del mestissatge i altres mecanismes de "neteja" ètnica.

## El racisme del colonialisme europeu en els seglesxixixx
El racisme va ser intensament utilitzat a partir de les últimes dècades del segle xix pels països europeus per justificar la legalitat d'accions de dominació colonial, jingoísme i genocidi, en diverses parts del món. Entre elles es pot esmentar el "repartiment d'Àfrica" legalitzat a la Conferència de Berlín de 1884 - 1885, en la qual dotze països europeus, l'Imperi Otomà i Estats Units es van considerar a si mateixos amb drets territorials exclusius sobre el continent africà, ignorant els pobles que l'habitaven. Entre molts altres actes inspirats i legitimats per la filosofia racista poden esmentar, l'apropiació a 1885 com a propietat privada de Leopold II de Bèlgica de l'Estat Lliure del Congo, en el qual va imposar un règim esclavista i genocida; la conquesta de la notable ciutat de Timbuctu per França a 1893 i la destrucció de la seva cultura diverses vegades centenària; la conquesta i destrucció del Regne de Dahomey el 1894 per França; la conquesta de Madagascar per França a 1895; la conquesta i destrucció del Regne de Benín el 1897 per Gran Bretanya; l'apropiació per part de l'empresari i mercenari britànic Cecil Rhodes del que a la seva mort seria el Rhodesia, la Conferència d'Algesires de 1906, en què les potències europees van considerar que Marroc havia de ser un "protectorat" d'Espanya i França; la matança per inanició i enverinament de l'aigua de les poblacions Hereros i Namaqua al desert del Namib, entre 1904 i 1907, per part dels colonitzadors alemanys, considerat el primer genocidi del segle xx, etc.

## Racisme ocult
El racisme ocult és una forma de racisme no explícita que cerca l'extensió i legitimació del racisme. Entre les variants més comunes de racisme ocult es troben les Pseudociències socials i mèdiques esmentades a dalt, l'argumentació política en contra de determinats grups humans sota pretexts culturals o ètnics i la manipulació de dades estadístiques a fi d'inferir indirectament la inferioritat d'uns grups humans sobre d'altres. Es pot esmentar sobre això que una de les formes més ominoses de racisme ocult és la relació post facto i no causa-efecte entre pertànyer a una "raça" o a "ètnia" determinada i a la pertinença a una classe social.
La classificació de les persones com a pertanyent a una o una altra raça ha estat àmpliament usada i fins i tot ho és per mantenir a grups humans en situació de submissió, a condicions de vida d'opressió, ignorància i dependència, i acusar aquests grups de ser inferiors quan tan sols són víctimes i no causes del problema. Així mateix aquesta classificació es va usar i s'utilitza per mantenir la posició de major poder d'altres grups dins de l'escala social, establint-se un cercle viciós de retroalimentació entre estatus socioeconòmic i pertanyia a certes "races". Aquest mecanisme s'alimenta a si mateix i es tendeix a perpetuar ad infinitum fins que sobrevinguin canvis invitables en la societat.

## Música
Cantants i artistes a través de les seves cançons i repertoris musicals, han tractat de combatre el racisme. Una d'ells va ser del cantant mexicà Pedro Infante, que va interpretar per a una pel·lícula amb el mateix títol de "Angelitos Negros". L'agrupació espanyola de Mecano, va interpretar un tema musical que va tenir un gran èxit devastador cantat en diversos idiomes a part del castellà, també en francès i italià com el tema musical "Hijo de la luna", basat en les supersticions gitanes, el qual reflecteix la contrarietat en les unions entre els paios i gitanos. Igualment la cantant italiana Laura Pausini, va donar el seu missatge en contra del racisme i contra l'homofòbia. Una altra artista que se suma va ser la cantant colombiana Shakira, en un DVD que va publicar reflecteix totes les discriminacions entre ells el racisme, el mateix per a l'homofòbia i la xenofòbia.